# Miranda NG
Miranda NG fue un cliente de mensajería instantánea libre y multiprotocolo para el sistema operativo Microsoft Windows, licenciado bajo la licencia GNU General Public License.
Se destacó principalmente por ser simple, rápido y ligero. Miranda IM consta de un núcleo y complementos optativos, para personalizar al máximo esta aplicación. Fue compatible con el sistema operativo Microsoft Windows, no se publicaron versiones para otros sistemas operativos.